# Ludvík Hanina
Ludvík Hanina (10. říjen 1912, Užhorod – 80. léta, Austrálie) byl československý voják a příslušník operace Glucinium.

## Mládí
Narodil se 10. října 1912 v Užhorodě. Otec Štěpán byl mlynářem, matka Marie, rozená Šnajberková byl v domácnosti. Obecnou školu absolvoval v Benešově, kam se rodina v roce 1918 přestěhovala. V Benešově také absolvoval tři třídy měšťanky a v letech 1927–1930 se vyučil mlynářem. Rok pracoval v Městském mlýně v Benešově a poté do roku 1932 u firmy Odkolek v Praze.
Základní vojenskou službu nastoupil 1. října 1932 u pěšího pluku v Plzni, kde zůstal až do roku 1934. V roce 1936 odešel do Španělska, kde v řadách republikánů bojoval v občanské válce.

## V exilu
V březnu 1939 byl ve Francii internován a koncem téhož roku po propuštění vstoupil do československého zahraničního vojska. V jeho řadách se účastnil bojů o Francii. Po porážce byl evakuován 27. června 1940 do Anglie.
V Anglii byl zařazen k 1. pěšímu praporu. K výcviku pro plnění zvláštních úkolů byl vybrán v létě 1941. Od 25. října do 19. listopadu 1941 prodělal sabotážní kurz a parakurz. Poté se vrátil ke svému kmenovému útvaru. Dále od 27. srpna 1942 do 7. dubna 1944 prodělal další sabotážní kurzy, kurz spojovací s následným spojovacím cvičením, dokončovací kurz a paramilitary kurz. 2. května, v hodnosti rotného odplul do Itálie.

## Nasazení
Dne 3. července 1944 byl společně s ostatními vysazen u obce Purkarec. Skupina se rozpadla. Společně s četařem Cikánem se pokusili dostat na Slovensko, ale v Uherském Hradišti byli zatčeni a převezeni k výslechům do Brna a poté do Prahy. Zde odmítl nabídku ke spolupráci. Odmítl i nabídku K. H. Franka na rozhlasovou promluvu k národu o marnosti odporu. Gestapem byl poté umístěn do vězení na Jenerálce. 13. dubna 1945 byli společně s Cikánem umístěni do vězení na Pankráci, odkud byli 5. května osvobozeni příslušníky československé policie. Až do 8. května se poté účastnil bojů v Praze.

## Po válce
Dne 11. června 1945 byl přidělen k MNO, ale záhy na něj byla uvalena vazba pro podezření z vojenské zrady. Z vězení byl propuštěn 5. září 1945. K 20. lednu 1946 odešel na vlastní žádost do zálohy, k 29. lednu téhož roku byl jmenován poručíkem pěchoty. V létě 1946 začal pracovat jako národní správce pily v Růžové nedaleko Děčína. V březnu 1948 odešel do emigrace. V Anglii se oženil a v roce 1951 se usadil jako farmář v Austrálii.

## Vyznamenání
- 1944 –  Pamětní medaile československé armády v zahraničí se štítky Francie a Velká Británie
- 1946 –  Československý válečný kříž 1939
- 1946 –  Československá medaile za zásluhy I. stupně